# Broch von Ayre

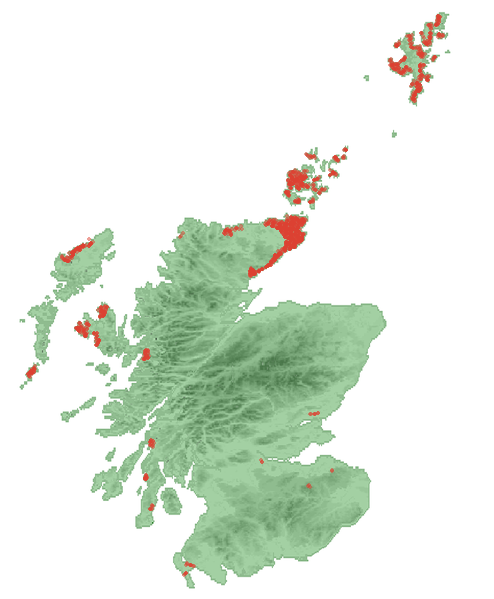
Verbreitung von Brochs - rot

Der Broch von Ayre, auch bekannt als St. Mary’s Broch, ist ein eisenzeitlicher Broch am nördlichen Ufer des Loch Ayre in der Gemeinde Holm auf der Orkneyinsel Mainland in Schottland.
Der Broch von Ayre wurde 1901 und 1909 ausgegraben. Die Ausgrabungen zeigten Spuren innerer Architektur und äußerer Strukturen. Erhalten ist wenig, obwohl ein Teil der Brochwand vorhanden ist. Der Broch hatte einen Außendurchmesser von fast 18 Metern und Wände, die stellenweise fast fünf Meter dick waren.

## Die Ausgrabungen
Die Ausgrabung von 1901 ergab, dass die Brochwand teilweise noch über einen Meter hoch war und einen nach Südosten gerichteten Zugang aufwies. Der Gang wies einen gebrochenen Sturz und die üblichen architektonischen Merkmale auf, einschließlich der Wächterzelle (englisch guard-cell). Das Innere enthielt radiale Trennwände aus senkrechten Steinplatten und einen mit Stürzen versehenen Brunnen. 
Die Ausgrabung von 1909 betraf äußere Gebäude, die wahrscheinlich später angebaut wurden. Das Innere des Brochs wurde möglicherweise in einer späteren Phase teilweise umgebaut und erneut genutzt.

## Archäologische Funde
Es wurden mehrere Eisenobjekte entdeckt, darunter zwei Speerspitzen und eine Axt. Die Informationen zur Ausgrabung sind ungenau, obwohl angegeben ist, dass eine Speerspitze in Verbindung mit der Wächterzelle gefunden wurde. Es wurden Nagelköpfe sowie Stifte und ein Ring aus Bronze und Hinweise auf Metallverarbeitung sowie eine Menge Keramik gefunden. Zusammen mit den Resten von Ochsen, Pferden, Robben, Rotwild, Schafen, Schweinen, Walen, Tölpeln und anderen Vögeln wurden menschliche Knochen gefunden. Aus Knochen oder Horn waren Kämme, Nadeln und Walknochengefäße, die zusammen mit mehreren Würfeln gefunden wurden.